# Аксель Ердманн
Аксель Йоахім Ердман (швед. Axel Joachim Erdmann; 12 серпня 1814 — 1 грудня 1869) — шведський геолог, мінералог і хімік. Він був батьком геолога Едварда Ердмана та лінгвіста Акселя Ердмана.
Ердман був членом Kungliga Vetenskapsakademien (Шведської королівської академії наук) з 1846 року, ставши її пресе (головою) у 1868 році.
У 1839 році виявив лантан у знайденому їм у Норвегії мінералі, який він назвав мозандритом.
У 1850 році Ердман став викладачем у Bergsskolan (Школа гірничої та гірської інженерії) у Фалуні, а в 1852 році також викладачем у Högre artilleriläroverket (Вища артилерійська школа, яка також була навчальним закладом для офіцерів технічної служби, а також для військових та цивільних та інженерів-будівельників) у Маріберзі, Стокгольм. У 1854 році Ердман отримав звання професора.
У 1858 році Ердман заснував Sveriges geologiska undersökning (Геологічна служба Швеції) і залишався її генеральним директором до 1869 року.